# Ethnopharmazie

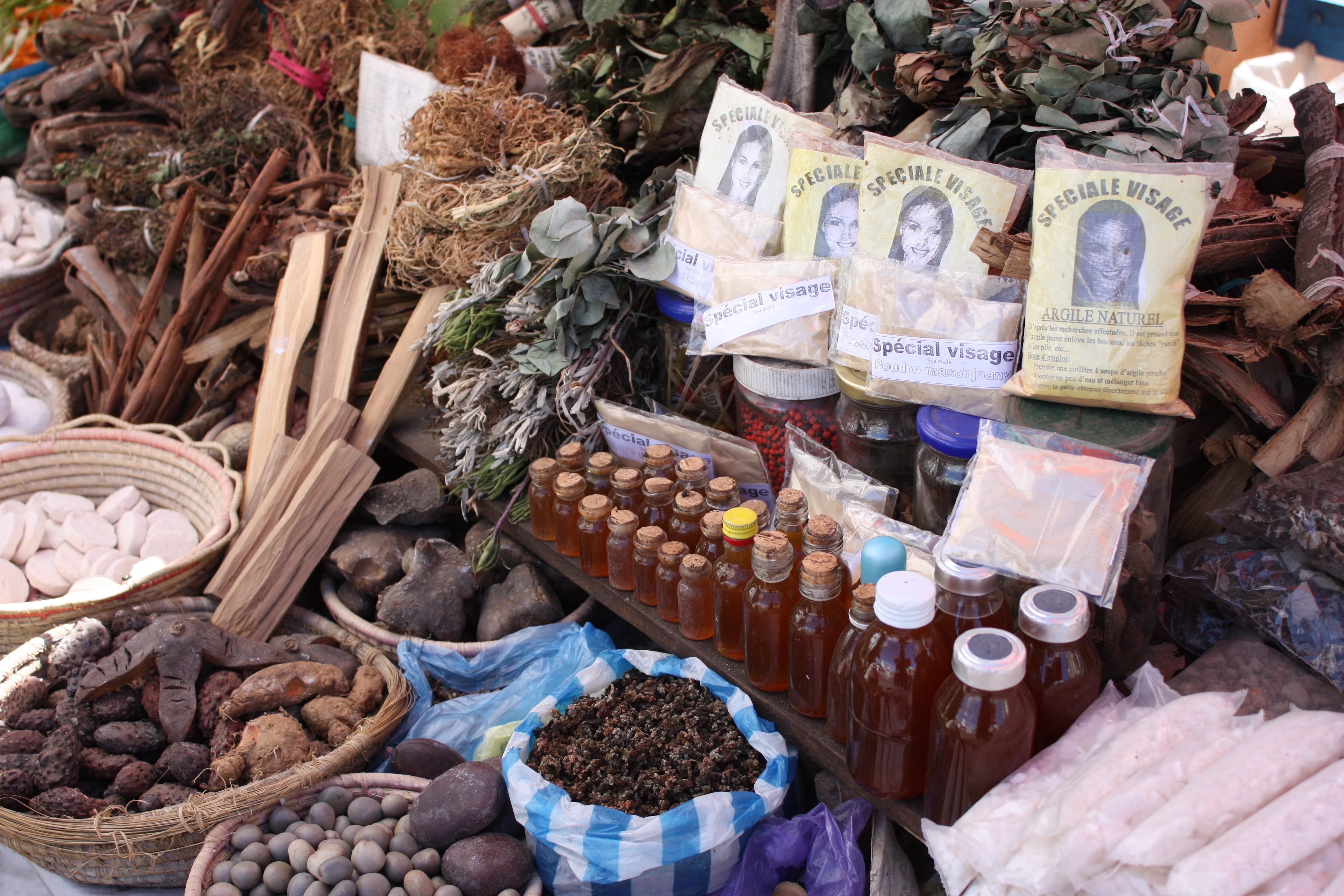
Traditionelle Heilmittel auf einem Markt in Antananarivo, Madagaskar

Die Ethnopharmazie beschäftigt sich mit Studien über kulturelle Komponenten in der Verwendung und Management von Arzneimitteln.
Ein wesentlicher Schwerpunkt der Ethnopharmazie liegt im Bereich der Ethnopharmakognosie, die sich mit der traditionellen Verwendung von Heilpflanzen und Arzneimittel natürlicher Herkunft beschäftigt.
Die Ethnopharmazie ist mit der Ethnomedizin eng verknüpft.